# Velesmes-Échevanne
Pour les articles homonymes, voir Velesmes.
Velesmes-Échevanne est une commune française située dans le département de la Haute-Saône, la région culturelle et historique de Franche-Comté et la région administrative Bourgogne-Franche-Comté.

## Géographie

### Climat
Pour des articles plus généraux, voir Climat de la Bourgogne-Franche-Comté et Climat de la Haute-Saône.
En 2010, le climat de la commune est de type climat des marges montargnardes, selon une étude du Centre national de la recherche scientifique s'appuyant sur une série de données couvrant la période 1971-2000. En 2020, Météo-France publie une typologie des climats de la France métropolitaine dans laquelle la commune est exposée à un climat semi-continental et est dans la région climatique  Lorraine, plateau de Langres, Morvan, caractérisée par un hiver rude (1,5 °C), des vents modérés et des brouillards fréquents en automne et hiver. 
Pour la période 1971-2000, la température annuelle moyenne est de 10,5 °C, avec une amplitude thermique annuelle de 17,5 °C. Le cumul annuel moyen de précipitations est de 953 mm, avec 12,6 jours de précipitations en janvier et 8,9 jours en juillet. Pour la période 1991-2020, la température moyenne annuelle observée sur la station météorologique de Météo-France la plus proche, « Cugney », sur la commune de Cugney à 6 km à vol d'oiseau, est de 11,2 °C et le cumul annuel moyen de précipitations est de 958,2 mm. 
La température maximale relevée sur cette station est de 40 °C, atteinte le 31 juillet 2020 ; la température minimale est de −17 °C, atteinte le 20 décembre 2009,,. 
Les paramètres climatiques de la commune ont été estimés pour le milieu du siècle (2041-2070) selon différents scénarios d'émission de gaz à effet de serre à partir des nouvelles projections climatiques de référence DRIAS-2020. Ils sont consultables sur un site dédié publié par Météo-France en novembre 2022.

## Urbanisme

### Typologie
Au 1er janvier 2024, Velesmes-Échevanne est catégorisée commune rurale à habitat dispersé, selon la nouvelle grille communale de densité à sept niveaux définie par l'Insee en 2022.
Elle est située hors unité urbaine. Par ailleurs la commune fait partie de l'aire d'attraction de Gray, dont elle est une commune de la couronne,. Cette aire, qui regroupe 63 communes, est catégorisée dans les aires de moins de 50 000 habitants,.

### Occupation des sols
L'occupation des sols de la commune, telle qu'elle ressort de la base de données européenne d’occupation biophysique des sols Corine Land Cover (CLC), est marquée par l'importance des territoires agricoles (60,1 % en 2018), en diminution par rapport à 1990 (62,7 %). La répartition détaillée en 2018 est la suivante : 
terres arables (56,1 %), forêts (36,1 %), zones urbanisées (3,8 %), zones agricoles hétérogènes (2,6 %), prairies (1,4 %). L'évolution de l’occupation des sols de la commune et de ses infrastructures peut être observée sur les différentes représentations cartographiques du territoire : la carte de Cassini (XVIIIe siècle), la carte d'état-major (1820-1866) et les cartes ou photos aériennes de l'IGN pour la période actuelle (1950 à aujourd'hui).

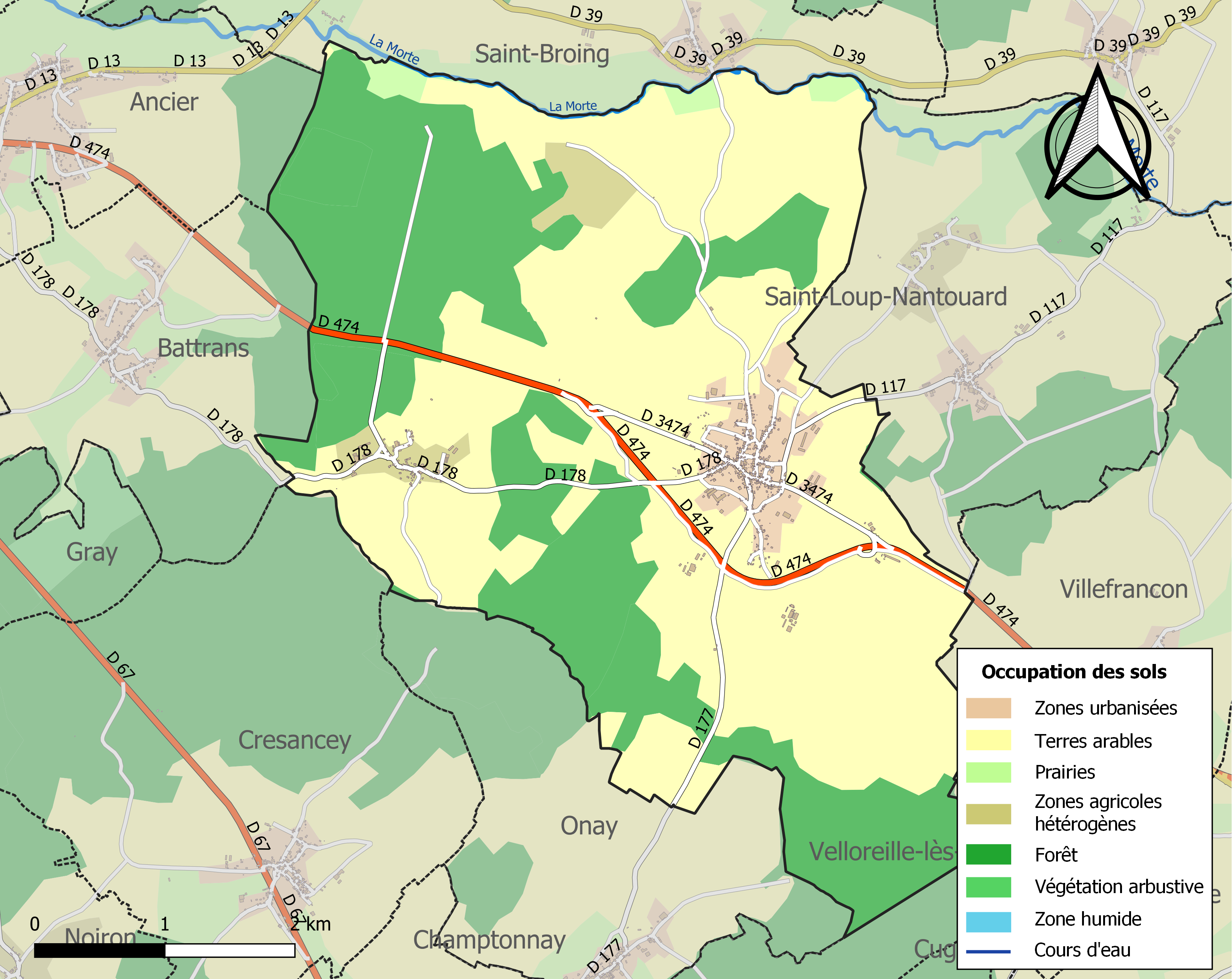
Carte des infrastructures et de l'occupation des sols de la commune en 2018 (CLC).

## Toponymie
Deux hypothèses sont mentionnées pour expliquer l'origine du nom du village : 
- Vilesma, semble provenir d'un nom celtique avec le préfixe vello (qui vient de beli, et veut dire bon d'après le gallois gwell). Le suffixe sama, serait issu de Belisama (déesse celtique des artistes, protectrice des jeunes filles, de la beauté) assimilée à la déesse romaine Minerve[13].
- Vel viendrait du celtique signifiant maison et lem signifierait bois[14].

## Histoire
Le site de Velesmes remonterait au néolithique sans qu'aucune trace n'ait été retrouvée. En revanche, les restes d'un cimetière mérovingien près de l'église ont été mis au jour en 1906 (archives SALSA)[Quoi ?]. Le musée de Gray possède dans ses réserves deux scramasaxes provenant de Velesmes.
Moyen Âge
Le territoire de Velesmes était la propriété des comtes de Bourgogne avant de devenir la colonie principale de l'abbaye de Corneux. Le comte Rainaud et son frère Guillaume donnèrent vers 1131 au prieuré de Corneux, des bois, des droits de pêche, de moulin, d'usage et de parcours sur le territoire de Velesmes.  En 1153, les seigneurs d'Échevanne y obtiennent des terres. En 1200, le comte Palatin Othon donna à l'abbaye de Corneux l'ensemble des terres de Velesmes. Les comtes de Bourgogne gardèrent cependant la forêt. Le patronage de la paroisse est sous le contrôle de l'abbaye de Corneux.
Le village sera incendié deux fois : en 1347 par les soldats des barons comtois révoltés contre le duc Eudes IV de Bourgogne et en 1363 par les Routiers.
Époque moderne
Un ermitage y a été construit en 1634 par le frère Claude Poncet, bientôt rejoint par deux autres frères. Cet endroit, en lien avec l'abbaye, servira aussi de maladrerie. Il est devenu depuis une maison d'habitation.
En 1693, cependant les frères doivent quitter le village après une requête des habitants auprès de l'intendant. En effet, les villageois se plaignaient des charges occasionnées : les frères ne vivaient que de dons et d'aumônes.
Époque contemporaine
En 1789, Velesmes fait partie du bailliage de Gray. En 1790, le village fait partie du district de Gray et du canton de Sauvigney (la paroisse appartenant au doyenné de Gray). En 1790, un enseignement primaire se développe mais il existait un recteur d'école dès 1737.
L'exploitation d'une carrière de pierres et de minerai de fer fonctionnera jusqu'en 1868. Des cerisiers pour la fabrication du kirsch existeront jusqu'à l'hiver 1879 / 1880. Deux moulins fonctionneront (celui situé près du Theuillot ou moulin Robichon et celui de Saint-Adrien) ainsi que trois huileries.
Les événements des 8, 9 et 10 septembre 1944
À la fin de la Seconde Guerre mondiale, le 8 septembre 1944, un convoi sanitaire allemand qui se repliait est attaqué au lieu-dit les Moulinots par des avions anglais, un soldat, Wilhelm Groten,  est tué  et son corps est déposé à Velesmes. Le même jour des FFI de la région de Gray attaquent plus tard une autre partie du convoi militaire près du lieu-dit Bellecombe. Il y a plusieurs soldats blessés.
Un sous-officier et aumônier allemand Heinrich Niewind s'arrête au village et rencontre le maire Jules Jarrot puis l'abbé Noël pour demander que le soldat tué soit enterré avec le rituel catholique. Le cercueil est réalisé par Lucien Rousset et Henri Boyer. Le samedi 9 septembre, l'enterrement va avoir lieu. Cependant un commando de la Feldgendarmerie venu de Gray arrive au village afin de le brûler en représailles.
L'abbé Niewind s'interpose en expliquant à l'officier allemand que les habitants de Velesmes n'ont pas réalisé l'embuscade et qu'ils vont enterrer le corps du soldat dignement. L'officier convaincu donne l'ordre à son convoi de faire demi-tour.
Les 10 et 11 septembre, les troupes américaines libéreront la région de Gray.
Plus tard en 1965, grâce à l'abbé Marcel Remillet, le prêtre allemand sera retrouvé et une cérémonie du souvenir aura lieu à Velesmes, avec la bénédiction d'une cloche de la paix.
Un jumelage sera établi ensuite entre Velesmes et Olfen en Allemagne (ville de résidence d'Heinrich Niewind).
La fusion de 1973
Velesmes et Échevanne, qui ne comptait plus en 1968 que 26 habitants fusionnent en 1973 pour former la commune actuelle de Velesmes-Échevanne.

## Politique et administration

### Rattachements administratifs et électoraux
La commune fait partie de l'arrondissement de Vesoul du département de la Haute-Saône, en région Bourgogne-Franche-Comté. Pour l'élection des députés, elle dépend de la première circonscription de la Haute-Saône.
Elle fait partie depuis 1801 du canton de Gray  (dont la composition a été modifiée dans le cadre du redécoupage cantonal de 2014 en France, passant de 21 à 24 communes).

### Intercommunalité
Jusqu'en 2013, la commune n'était membre d'aucune intercommunalité à fiscalité propre.
L'article 35 de la loi no 2010-1563 du 16 décembre 2010 « de réforme des collectivités territoriales » prévoyait d'achever et de rationaliser le dispositif intercommunal en France, et notamment d'intégrer la quasi-totalité des communes françaises dans des EPCI à fiscalité propre, dont la population soit normalement supérieure à 5 000 habitants.
Dans ce cadre, le schéma départemental de coopération intercommunale (SDCI) approuvé par le préfet de Haute-Saône le 23 décembre 2011 a prévu l'intégration de la commune à l'intercommunalité constituée par la fusion de la petite communauté de communes du Pays d'Autrey avec l'ancienne communauté de communes du Pays de Gray.
La commune est donc membre depuis le 1er janvier 2013 de la nouvelle communauté de communes Val de Gray.

### Liste des maires
| Période                                  | Période    | Identité            | Étiquette | Qualité |
| ---------------------------------------- | ---------- | ------------------- | --------- | ------- |
| Les données manquantes sont à compléter. |            |                     |           |         |
| mars 2001                                | avril 2014 | Jean-Marie Renevret |           |         |
| avril 2014                               | mai 2020   | Daniel Jourdet      |           | Artisan |
| mai 2020                                 | En cours   | Jean-Paul Geoffroy  |           |         |

### Jumelage
- Olfen (Allemagne)[17].

## Démographie
L'évolution du nombre d'habitants est connue à travers les recensements de la population effectués dans la commune depuis 1793. Pour les communes de moins de 10 000 habitants, une enquête de recensement portant sur toute la population est réalisée tous les cinq ans, les populations de référence des années intermédiaires étant quant à elles estimées par interpolation ou extrapolation. Pour la commune, le premier recensement exhaustif entrant dans le cadre du nouveau dispositif a été réalisé en 2004.

En 2022, la commune comptait 489 habitants, en évolution de +1,03 % par rapport à 2016 (Haute-Saône : −1,4 %, France hors Mayotte : +2,11 %).
| 1793 | 1800 | 1806 | 1821 | 1831 | 1836 | 1841 | 1846 | 1851 |
| ---- | ---- | ---- | ---- | ---- | ---- | ---- | ---- | ---- |
| 746  | 235  | 771  | 774  | 807  | 855  | 830  | 881  | 917  |

| 1856 | 1861 | 1866 | 1872 | 1876 | 1881 | 1886 | 1891 | 1896 |
| ---- | ---- | ---- | ---- | ---- | ---- | ---- | ---- | ---- |
| 799  | 760  | 805  | 726  | 656  | 622  | 584  | 557  | 535  |

| 1901 | 1906 | 1911 | 1921 | 1926 | 1931 | 1936 | 1946 | 1954 |
| ---- | ---- | ---- | ---- | ---- | ---- | ---- | ---- | ---- |
| 504  | 509  | 507  | 478  | 452  | 400  | 374  | 385  | 370  |

| 1962 | 1968 | 1975 | 1982 | 1990 | 1999 | 2004 | 2006 | 2009 |
| ---- | ---- | ---- | ---- | ---- | ---- | ---- | ---- | ---- |
| 380  | 371  | 418  | 401  | 450  | 444  | 448  | 438  | 512  |

| 2014 | 2019 | 2022 | - | - | - | - | - | - |
| ---- | ---- | ---- | - | - | - | - | - | - |
| 503  | 486  | 489  | - | - | - | - | - | - |

D'après le recensement nominatif de 1657, après la guerre de Dix Ans, l'épisode comtois de la Guerre de Trente Ans, la population du village était que de 196 personnes (46 ménages).

## Culture locale et patrimoine

### Lieux et monuments

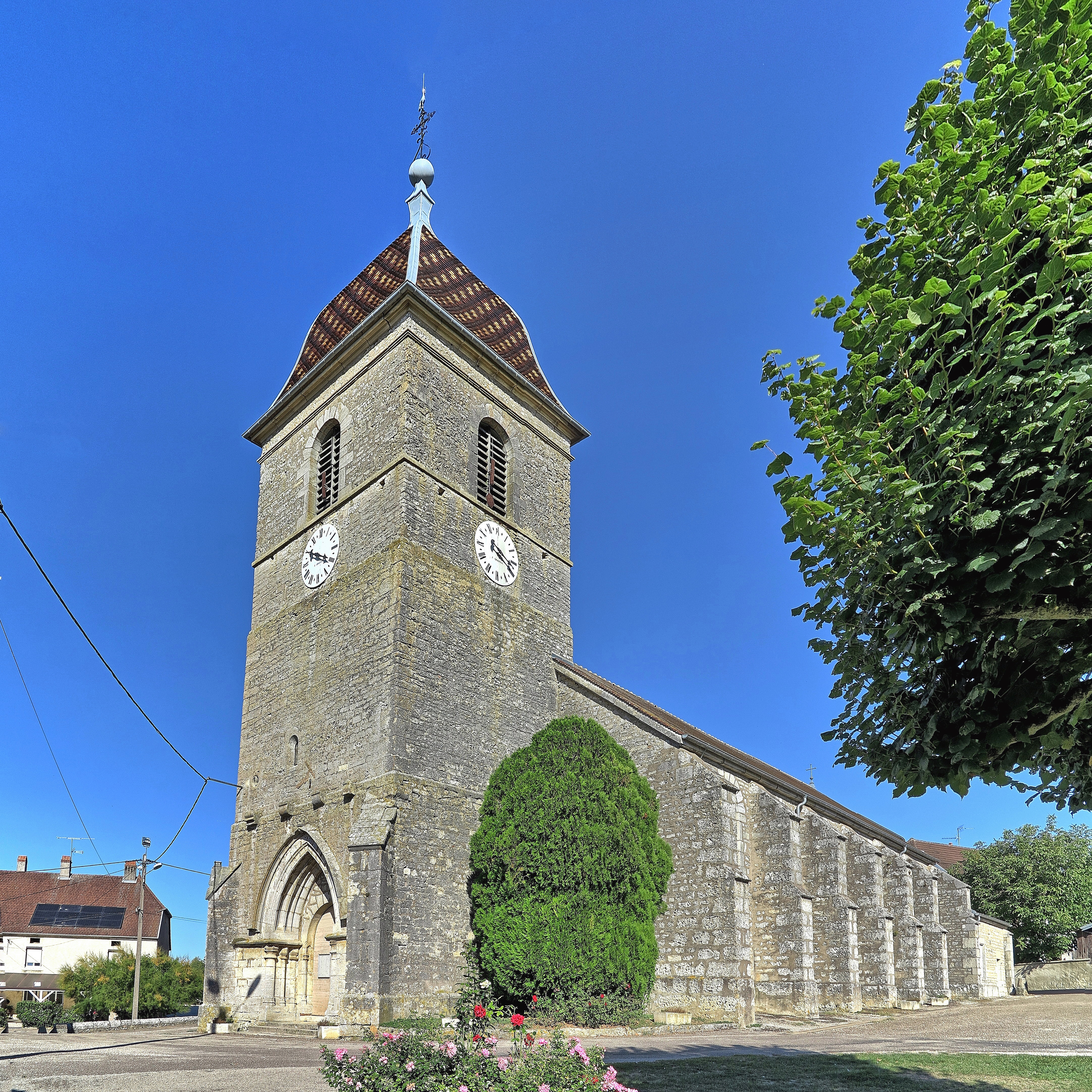
L'église Saint-Mamès.

- Deux très belles fontaines-lavoirs dont une construite en 1864 par l'architecte Christophe Colard[28].
- L'église Saint-Mamès avec un clocher du XVIIe siècle et la base du XIIIe[29]. Le reste du bâtiment a été reconstruit au XIXe siècle entre 1822 et 1860. Située dans le diocèse de Besançon, elle est desservie par l'unité pastorale de Gray. Le curé est M. l'abbé Laurent Bretillot.
- Le Conservatoire du machinisme agricole et des métiers d’autrefois, ouvert en juin 2005, présente sur 1 300 m2 dans le village de Velesmes au 15, rue de l’Hermitage, des machines agricoles, vélos, motos, véhicules en tous genres et outils utilisés jadis dans les campagnes : tracteurs dont le plus ancien est un Derring de 1928, charrues, faneuses, faucheuses[30]…

### Personnalités liées à la commune
- Étienne Guyot (1767-1807) général de brigade, né le 1er mai 1767 à Mantoche. Il passa une partie de sa jeunesse à Velesmes où ses parents s’étaient installés. Général des armées napoléoniennes, il meurt le 8 juin 1807 lors d'une charge de cavalerie à Kleinenfel en Prusse-Orientale. Son nom est gravé sur l'Arc de Triomphe à Paris[31].
- Jean-Claude Baussain (1771-1811) né à Velesmes, volontaire, élu sergent au bataillon de Gray en 1791, lieutenant en 1792. Il effectue en 1792 et 1793 les campagnes de l'armée du Rhin. Puis en 1803 il prend le commandement d'une compagnie. Il est nommé ensuite chef de bataillon au 59e régiment d'infanterie en décembre 1805 pendant la campagne d'Autriche. En 1807, il est colonel du 43e régiment d'infanterie après la bataille d'Eylau. Il fut promu officier de la Légion d'honneur par Napoléon le 5 août 1808[32]. Il meurt le 27 février 1811, devant Ronda pendant la campagne d'Espagne en 1811[33].

- Maurice Drouot (1876-1959) Avocat et député. Il fait partie des Républicains de gauche sous la Troisième République avant la Seconde Guerre mondiale puis après 1945 du Rassemblement des gauches républicaines.
- Pierre Garbay (1903-1980) (général d'armée en 1959). Il joue un rôle actif en 1940 dans le ralliement du Tchad à la France Libre. Engagé dans les FFL, en 1944 il emmène la 1re DFL à la victoire dans les Alpes-Maritimes. Il poursuit sa carrière militaire après la Seconde Guerre mondiale, à Madagascar, à Dakar et en Tunisie. Il est inhumé au cimetière de Velesmes.
- Raymond Rousset (1920-1951) : Il est issu d'une famille d'artisans de Velesmes. Après avoir effectué ses études au collège de Gy puis à l'école normale de Vesoul (70), il devient instituteur. Il occupe notamment un poste à Cugney. En 1943 il devient moniteur d'éducation physique au lycée Gérôme de Vesoul, l'année où est promulguée la loi sur le STO. Il rejoint alors la Résistance (1943-1944) et intègre le maquis de Cugney (dépendant du mouvement Défense de la France). Il prend part à différentes actions menées dans la région de Gray, notamment celles qui étaient liées pour tous les maquis de France au débarquement en Normandie en juin 1944. Il quitte le statut de FFI à l'automne 1944 et s'engage dans l'armée de Lattre pour terminer la Seconde Guerre mondiale en tant que soldat de l'armée française (campagne d'Alsace et du Rhin). Après la guerre, il effectue des études à l'École militaire de Coëtquidan pour devenir officier. Nommé lieutenant (régiment du train) il réside à Tours avec son épouse (1947-1950), il part pour l'Indochine en décembre 1950, il travaille au commandement du train à Saïgon puis à Cap Saint-Jacques. Il meurt en avril 1951 à Cap Saint-Jacques d'un problème cardiaque survenu rapidement. Il est inhumé dans le cimetière de Velesmes[réf. nécessaire].
- Marcel Remillet (1912-1993). Prêtre du village dès la fin de la Seconde Guerre mondiale en 1945, il le restera pendant une cinquantaine d'années. Après sa scolarité à Gray, il est ordonné prêtre en 1937 à Besançon. Il est nommé vicaire à Gray puis curé à Rigny. Il contribuera au développement des kermesses et de l'activité théâtrale avec les jeunes de la commune. Pendant de nombreuses années, avec l'argent des pièces de théâtre, il organisera des voyages à travers l'Europe. Il sera aussi à l'origine de la rénovation de trois églises (celles de Velesmes, Saint-Loup et Saint-Broing). Il créera la salle d'activité théâtrale ainsi que le club du troisième âge. L'abbé Remillet était un humaniste, une personne qui n'hésitait pas à développer une grande solidarité avec les plus démunis. Il retrouvera le prêtre allemand Heinrich Niewind qui a permis de sauver Velesmes des représailles en 1944. Il sera à l'initiative de cérémonies du souvenir ainsi que du jumelage entre Velesmes et Olfen. Décédé en 1993, il est inhumé dans le cimetière de Cresancey[réf. nécessaire].

### Héraldique
| Blason de Velesmes-Échevanne | Blason  | De sinople à la fleur de tournesol au naturel en pointe, surmontée de l'inscription « VELESMES » de sable* ; à la bordure vivrée d'or. |
| Blason de Velesmes-Échevanne | Détails | * Il y a là non-respect de la règle de contrariété des couleurs : ces armes sont fautives (sable sur vert, interdit en héraldique).    |